# Oscar Gatto
Oscar Gatto, född 1 januari 1985 i Montebelluna, är en italiensk professionell tävlingscyklist. Han tävlar sedan säsongen för det ukrainsk-italienska stallet Team ISD.
Oscar Gatto fick prova på att vara professionell när han var stagiaire med det italienska stallet Team LPR i slutet av säsongen 2006, men när säsongen var över bestämde han sig för att skriva på ett kontrakt med det tyska UCI ProTour-stallet Gerolsteiner. Mineralvattenföretaget Gerolsteiner slutar sponsra laget i december 2008, vilket ledde till att stallet lades ned. Gatto blev då tvungen att hitta ett nytt stall och han blev kontrakterad av Team ISD.

## Amatörkarriär
Under säsongen 2005 vann han etapp 4a av Giro Ciclisto Pesche Nettarine di Romagna och etapp 6 av Giro della Valle d'Aosta. Han vann också U23-tävlingen Giro Del Canavese - Trofeo Sportivi Valperghesi framför Steve Morabito och Walter Proch.
Året därpå vann han U23-tävlingen Coppa Citta' di Asti framför Matthew Goss och Stefano Basso. Tidigare samma år hade han vunnit etapp 6 av Giro delle Regione, under tävlingens gång slutade han tvåa på etapp 1 och 5a. I juni 2006 vann han Roncoleva di Trevenzuola och några veckor senare vann han etapp 4 av Giro del Veneto e delle Dolomiti. Under säsongen slutade han tvåa i Popolarissima di Treviso, Memorial Danilo Furlan och i Rivalta Brentino. I augusti 2006 började han köra som stagiaire för Team LPR, men när säsongen var över blev han kontrakterad av Gerolsteiner tack vare positiva ord från stallets italienska cyklister Davide Rebellin och Andrea Moletta.

## Professionell
Under sitt första år som professionell fick Gatto köra sin första Grand Tour, vilket blev Giro d'Italia 2007. Hans bästa etapplacering i tävlingen var en femte plats på den 18:e etappen bakom Alessandro Petacchi, Ariel Maximiliano Richeze, Matti Breschel och Thomas Fothen. Han slutade på åttonde plats på etapp 21, det vill säga den sista etappen av tävlingen. Oscar Gatto slutade tävlingen på en 141:a plats.
I augusti 2007 slutade italienaren tvåa på etapp 1 av Paris-Corrèze bakom norrmannen Edvald Boasson Hagen, vilket också blev deras placeringar i tävlingens slutställning.
Oscar Gatto deltog i Giro d'Italia 2008, där bästa etapplacering blev en tionde plats på etapp 3. Han avbröt tävlingen under etapp 14. Post Danmark Rundt gick av stapel i augustimånad och Gatto tog en tredje plats på etapp 4 bakom Guillermo Ruben Bongiorno och Kenny Dehaes. Under säsongen körde han också Vuelta a España, där han slutade på en sjunde plats på etapp 17. Gerolsteiner lade ned sitt cykelstall efter säsongen och Oscar Gatto blev tvungen att hitta ett nytt stall. Han blev kontrakterad av det nystartade ISD-stallet som satsade på främst unga ukrainska och italienska cyklister.
Under säsongen 2009 tog han sin första professionell seger när han vann etapp 3 av Giro di Sardegna framför sina landsmän Alessandro Ballan och Giovanni Visconti. I slutet av tävlingen stod det klart att Daniele Bennati hade tagit segern framför Gatto. Senare under säsongen körde han Giro d'Italia 2009 och började tävlingen bra genom att sluta sexa respektive sjua på etapperna 2 och 3.